# 槇田仁
槇田 仁（まきた ひとし、1926年4月10日 - 2010年）は、心理学者、筆跡学者、慶應義塾大学名誉教授。
山梨県生まれ。1950年慶應義塾大学文学部哲学科心理学専攻卒業。52年同大学院修士課程修了、東京少年鑑別所技官、1954年中京大学講師、1955年精神医学研究所心理室所員、主任。1964年「パースナリティに於ける指向性の研究 生活態度乃至興味の基礎的一側面について そのdimensionの設定並びにテスト化」で慶大文学博士。1969年慶應義塾大学文学部助教授、71年教授。92年定年退任、名誉教授。槇田パーソナリティ研究所理事長・所長。専攻、パーソナリティ、人事・組織心理学、臨床心理学。

## 著書
- 『SCT筆跡による性格の診断 表出行動についての基礎的研究』金子書房 1983
- 『性格は顔で分かる 行動・能力・愛情をズバリ診断』講談社 ザ・ベストライフ 1990
- 『筆跡性格学入門』金子書房 1992
- 『筆跡から性格がわかる 1文字でできる性格判断』講談社ブルーバックス 1997

### 共編著
- 『管理能力の発見と評価 パースナリティからの新しいアプローチ』佐野勝男,関本昌秀共著 日本経営出版会 1970
- 『精研式文章完成法テスト解説 成人用』改訂版 佐野勝男共著 金子書房 1979
- 『精研式主題構成検査解説 成人用』佐野勝男共著 金子書房 1983
- 『管理能力開発のためのインバスケット・ゲーム』伊藤隆一,小林和久,荒田芳幸,伯井隆義,岡耕一共著 金子書房 1988
- 『パーソナリティの診断』編著 金子書房 1995
- 『パーソナリティの診断総説手引』編著 金子書房 2001

## 論文
- Cinii

## 注
1. ↑  槙田パーソナリティ研究所
2. ↑  『現代日本人名録』2002年